# Philip Manyim
Philip Kipkurgat Manyim (24 maart 1978) is een voormalige Keniaanse langeafstandsloper, die gespecialiseerd was in de marathon.

## Loopbaan
Manyim won in 2005 de marathon van Berlijn in een tijd van 2:07.41. In datzelfde jaar behaalde hij een tweede plaats op de marathon van Rome en in 2006 een derde plaats op de marathon van Seoel.
Op 27 april 2003 won Philip Manyim de halve marathon van Merano in 1:01.14.
Manyim is afkomstig uit het district Usain Gishu, is getrouwd en vader van twee kinderen.

## Persoonlijke records
| Onderdeel           | Prestatie | Datum             | Plaats  |
| ------------------- | --------- | ----------------- | ------- |
| 3000 m steeplechase | 8.20,03   | 5 juni 2002       | Milaan  |
| halve marathon      | 1:01.15   | 27 april 2003     | Merano  |
| 25 km               | 1:15.22   | 30 september 2007 | Berlijn |
| 30 km               | 1:29.54   | 25 september 2005 | Berlijn |
| marathon            | 2:07.41   | 25 september 2005 | Berlijn |

## Palmares

### halve marathon
- 2003:  halve marathon van Merano - 1:01.14

### marathon
- 2004: 13e marathon van Amsterdam - 2:18.17
- 2005:  marathon van Rome - 2:08.07
- 2005:  marathon van Berlijn - 2:07.41
- 2006:  marathon van Seoel - 2:09.35
- 2007: 18e Boston Marathon - 2:21.34
- 2007: 4e marathon van Berlijn - 2:08.01
- 2008:  marathon van Valencia - 2:11.29
- 2008: 12e marathon van Parijs - 2:09.54
- 2008:  marathon van Eindhoven - 2:09.31
- 2009: 9e marathon van Rome - 2:11.21
- 2010: 8e marathon van Ljubljana - 2:14.44